# Bersi Skáldtorfuson
 (novembre 2022).
La mise en forme du texte ne suit pas les recommandations de Wikipédia : il faut le « wikifier ».
Les points d'amélioration suivants sont les cas les plus fréquents. Le détail des points à revoir est peut-être précisé sur la page de discussion.
- Les titres sont pré-formatés par le logiciel. Ils ne sont ni en capitales, ni en gras.
- Le texte ne doit pas être écrit en capitales (les noms de famille non plus), ni en gras, ni en italique, ni en « petit »…
- Le gras n'est utilisé que pour surligner le titre de l'article dans l'introduction, une seule fois.
- L'italique est rarement utilisé : mots en langue étrangère, titres d'œuvres, noms de bateaux, etc.
- Les citations ne sont pas en italique mais en corps de texte normal. Elles sont entourées par des guillemets français : « et ».
- Les listes à puces sont à éviter, des paragraphes rédigés étant largement préférés. Les tableaux sont à réserver à la présentation de données structurées (résultats, etc.).
- Les appels de note de bas de page (petits chiffres en exposant, introduits par l'outil «  Source ») sont à placer entre la fin de phrase et le point final[comme ça].
- Les liens internes (vers d'autres articles de Wikipédia) sont à choisir avec parcimonie. Créez des liens vers des articles approfondissant le sujet. Les termes génériques sans rapport avec le sujet sont à éviter, ainsi que les répétitions de liens vers un même terme.
- Les liens externes sont à placer uniquement dans une section « Liens externes », à la fin de l'article. Ces liens sont à choisir avec parcimonie suivant les règles définies. Si un lien sert de source à l'article, son insertion dans le texte est à faire par les notes de bas de page.
- La présentation des références doit suivre les conventions bibliographiques. Il est recommandé d'utiliser les modèles {{Ouvrage}}, {{Chapitre}}, {{Article}}, {{Lien web}} et/ou {{Bibliographie}}. Le mode d'édition visuel peut mettre en forme automatiquement les références.
- Insérer une infobox (cadre d'informations à droite) n'est pas obligatoire pour parachever la mise en page.

Pour une aide détaillée, merci de consulter Aide:Wikification.
Si vous pensez que ces points ont été résolus, vous pouvez retirer ce bandeau et améliorer la mise en forme d'un autre article.
Bersi Skáldtorfuson est un skald islandais vivant autour de l'an 1000 de notre ère.

## Biographie
Il était poète de la cour du comte Sveinn Hákonarson. Lors de la bataille de Nesjar, il fut capturé par les forces du roi Óláfr Haraldsson. Trois des quatre strophes de lui qui ont survécu semblent avoir été composées en captivité.
Une lausavísa est attribuée à Bersi dans les fragments restants de la saga Óláfs helga par Styrmir Kárason . Cependant, il semblerait que la même strophe soit attribuée à Sigvatr Þórðarson dans Heimskringla et à Óttarr svarti dans d'autres sagas sur Óláfr.
La saga de Styrmir, quant à elle, donne quelques informations sur la carrière de Bersi au service de saint Óláfr et indique qu'il est mort en 1030.
Bersi se trouva également, à un moment de sa vie, à la cour du roi Canut le Grand où Sigvatr Þórðarson s'est adressé à lui en vers après qu'ils ont tous deux reçu des cadeaux du roi,. En plus d'être mentionné dans les sagas des rois, Bersi a également un rôle mineur dans la saga Grettis. Plus précisément dans les chapitres 15, 23 et 24, où il demande au comte Sveinn d'épargner la vie de Grettir Ásmundarson.
La mère de Bersi, Skáld-Torfa, était, semblerait-il, aussi poète, mais aucune de ses œuvres ne nous est parvenue.